# Eusebi Pascual Bauzà
Eusebi Pascual Bauzà fou un militar i polític mallorquí, diputat a les Corts Espanyoles durant la restauració borbònica.
Era militar del cos d'intendència, en 1910 era comissari de segona classe d'intendència i arribà al grau de tinent coronel. Fou elegit diputat per Palma per la Izquierda Liberal, escissió del Partit Liberal dirigida per Santiago Alba Bonifaz, a les eleccions generals espanyoles de 1919.

## Obres
- El servicio de transportes en el ramo de Guerra (1897)
- Expedientes administrativos de alcances y reintegros
- Contratos administrativo-militares
- La Alimentación en el Ejército y Armada (1910)